# Districte de Jerusalem
El districte de Jerusalem (en hebreu: מחוז ירושלים), amb capital a Jerusalem, és un dels sis districtes d'Israel. Té 652 km² (incloent-hi Jerusalem Est, annexionat per Israel el 1967) i una població d'unes 831.900 persones (31/12/2004). El districte es troba a prop de l'Àrea de Judea i Samaria.

## Poblacions
| Ciutats                 | Consells locals                                  | Consells regionals |
| ----------------------- | ------------------------------------------------ | ------------------ |
| - Betxèmeix - Jerusalem | - Abu Gosh - Mevasseret Tsiyyon - Quiriat-Jearim | - Matte Yehuda     |